# 大分百山
大分百山（おおいたひゃくざん）は、公益社団法人日本山岳会東九州支部が大分県内の山岳のうちから選んだ100の山である。

## 沿革
1980年（昭和55年）4月、日本山岳会東九州支部創立20周年を記念して、大分百山及び宮崎百山が初めて選定され、同5月に発行された「支部創立20周年記念誌」で発表された。宮崎百山も選定したのは、当時の東九州支部には大分県内に加えて宮崎県の在住者も所属していたためである。
「百名山」とせずに「百山」としたのは、名山という呼び方にはいささか抵抗があるし、誤解を生む恐れもあるのためで、名山という呼び方にはこだわらず、100山を選定した。
1990年（平成2年）の同支部創立30周年を記念して、1991年（平成3年）1月に『大分百山』（初版）が出版された際に百山は見直しされ、鷲巣岳、樋桶山、一尺八寸山、五条殿、木原山の5座がはずされて、代わりに文殊山、雁股山、三国山、緩木山、椿山の5座が加えられた。
同支部創立40周年を記念して2002年（平成14年）4月に『大分百山 改訂版』が発行された際に再度見直され、和尚山、青野山、九六位山、碁盤ケ岳、栂牟礼山、仙崎山、陣ケ峰、三宅山、白鹿山、下荻岳の10座がはずされ、鷲巣岳、樋桶山の2座が復活するとともに新たに冠山、尻付山、津波戸山、大将陣山、横山、宝山、烏岳、小表山の8座が加えられた。
2020年（令和2年）11月、同支部創立60周年を記念して三訂版にあたる『新大分百山』が発行された際に三度見直され、鷲巣岳、伐株山、横山、亀石山、烏岳、酒利岳、御岳山の７座がはずされ新たに扇ケ鼻、倉木山、中山仙境、米神山、釣鐘山、本宮山、障子岩の7座が加えられた。

## 『大分百山』選定の目安
1. 山の姿がよく、ある程度の高度を持っている
2. 地域の人たちによく知られ、親しまれている
3. 歴史、伝説などを秘め、名山的な要素を持つ
4. 地質、植生などで、学術面でも注目されている
5. 登山、ハイキング、散策などに適している

などの要件のうち少なくとも3つ以上を満たし、かつ地域性も考慮の上、会員のアンケートをもとに100山を選んだ。

## 『大分百山』の一覧

### 九重山群とその周辺
- 1 久住山（くじゅうさん）1,786.5m △一等
- 2 大船山（たいせんざん）1,786.3m △三等
- 3 黒岳（くろいたけ）1,587m
- 4 平治岳（ひいじだけ）1,643.0m △三等
- 5 中岳（なかだけ）1,791m
- 6 稲星山（いなぼしやま）1,774m
- 7 星生山（ほっしょうざん）1,762m
- 8 扇ケ鼻（おうぎがはな）1,698m
- 9 三俣山（みまたやま）1,744.3m △三等
- 10 黒岩山（くろいわやま）1,502.5m △三等
- 11 猟師岳（りょうしだけ）1,423.1m △三等
- 12 一目山（ひとめやま）1,287.4m △三等
- 13 涌蓋山（わいたざん）1,499.6m △二等
- 14 崩平山（くえんひらやま）1,288.6m △三等
- 15 花牟礼山（はなむれやま）1,170.5m △四等
- 16 野稲岳（のいねだけ）1,037.7m △二等
- 17 熊群山（くまむれやま）805.1m △四等
- 18 冠山（かんむりやま）（烏帽子岳）761.5m △二等

### 由布・鶴見山群とその周辺
- 19 由布岳（ゆふだけ）1,583.3m △一等
- 20 鶴見岳（つるみだけ）1,374.m △三等
- 21 内山（うちやま）1,275.m △四等
- 22 伽藍岳（がらんだけ）1,045.4m △二等
- 23 大平山（おおひらやま）（扇山）810m
- 24 小鹿山（おじかやま）727.7m △三等
- 25 高崎山（たかさきやま）628.4m △二等
- 26 城ケ岳（じょうがたけ）1,168.0m △二等
- 27 倉木山（くらきやま）1,160m
- 28 雨乞岳（あまごいだけ）1,073.9m △三等
- 29 立石山（たていしやま）1,070m
- 30 福万山（ふくまざん）1,235.9m △二等
- 31 平家山（へいけざん）1,022.9m △三等
- 32 七つ石山（ななついしやま）623.3m △二等

### 国東半島
- 33 両子山（ふたごさん）720.2m △一等
- 34 千灯岳（せんとうだけ）605.6m △三等
- 35 文殊山（もんじゅさん）616.0m △四等
- 36 猪群山（いのむれやま）458.2m △二等
- 37 中山仙境（なかやませんきょう）316.8m △四等
- 38 屋山（ややま）（八面山）543.3m △二等
- 39 尻付山（しりつきやま）587.3m △三等
- 40 津波戸山（つわどさん）529.1m △三等
- 41 華岳（はながたけ）592.7m △三等
- 42 鋸山（のこぎりやま）（田原山）５42m
- 43 矢筈岳（やはずだけ）266.4m △一等

### 宇佐・耶馬渓地方
- 44 御許山（おもとさん）647m
- 45 米神山（こめかみやま）475m
- 46 鬼落山（おにおてやま）576m
- 47 鹿嵐山（かならせやま）757.8m △一等
- 48 八面山（はちめんざん）（屋山）659.2m △二等
- 49 木ノ子岳（きのこだけ）630.3m △二等
- 50 樋桶山（ひおけやま）877m
- 51 中摩殿畑山（なかまどんのはたやま）991.0m △三等
- 52 釣鐘山（つりがねやま）852.0m △二等
- 53 檜原山（ひばるさん）734.9m △三等
- 54 雁股山（かりまたやま）807.2m △二等
- 55 経読岳（きょうよみだけ）992.2m △三等
- 56 犬ケ岳（いぬがだけ）1,130.9m △三等
- 57 鷹ノ巣山（たかのすやま）979.2m △三等
- 58 英彦山（ひこさん）1,199.5m △一等
- 59 岳滅鬼山（がくめきさん）1,040m
- 60 大将陣山（たいしょうじんやま）909.7m △三等

### 玖珠盆地周辺
- 61 万年山（はねやま）1,139.9m △一等
- 62 宝山（たからやま）815.7m △三等
- 63 大岩扇山（おおがんせんざん）691.0m △三等
- 64 月出山岳（かんとうだけ）708.8m △三等

### 津江山地
- 65 釈迦岳（しゃかだけ）1,231m
- 66 権現岳（ごんげんだけ）（御前岳）1,209m
- 67 渡神岳（とがみだけ）1,150.3m △三等
- 68 酒呑童子山（しゅてんどうじやま）1,180.5m △二等
- 69 三国山（みくにやま）993.8m △三等
- 70 尾ノ岳（おのたけ）1040.9m △一等

### 大分市南部
- 71 霊山（りょうぜん）610m
- 72 本宮山（ほんぐうさん）607.6m △三等
- 73 障子岳（しょうじだけ）750.8m △三等
- 74 御座ケ岳（ござがだけ）796.6m △一等
- 75 鎧ケ岳（よろいがたけ）847m
- 76 樅木山（もみのきやま）484.1m △一等

### 豊後水道沿岸
- 77 鎮南山（ちんなんざん）536.3m △三等
- 78 姫岳（ひめだけ）619.9m △三等
- 79 彦岳（ひこだけ）639.3m △二等
- 80 尺間山（しゃくまさん）641m
- 81 元越山（もとごえさん）581.7m △一等
- 82 場照山（ばてりやま）660.8m △二等
- 83 津島畑山（つしまばたやま）506.3m 二等

### 祖母・傾山群
- 84 祖母山（そぼさん）1,756.4m △一等
- 85 傾山（かたむきやま）1,602.2m △二等
- 86 障子岳（しょうじだけ）1,709m
- 87 古祖母山（ふるそぼさん）1,633.1m △三等
- 88 本谷山（ほんたにやま）1,642.9m △三等
- 89 大障子岩（おおしょうじいわ）1,451m
- 90 障子岩（そうじいわ）（前障子）1,409.2m △二等
- 91 越敷岳（こしきだけ）1,060m
- 92 緩木山（ゆるぎさん）1,046.0m △三等
- 93 新百姓山（しんびゃくしょうやま）1,272.4m △三等
- 94 天神原山（てんじんばるやま）995.1m △二等
- 95 夏木山（なつきやま）1,385.8m △三等
- 96 木山内岳（きやまうちだけ）1,401.2m △三等
- 97 桑原山（くわばるやま）（八本木）1,408.0m △三等

### 大野・直入地方
- 98 小表山（こおもてやま）711.7m △四等
- 99 佩楯山（はいだてさん）753.8m △一等
- 100 椿山（つばきやま）659.0m △二等

注1 読み仮名の後の数字は標高を示す。

注2 △印は山頂に三角点があることを示し、その後の等数は三角点の種類を示す。